# Вавилонский
Вавило́нский — посёлок в Поспелихинском районе Алтайского края России. Входит в состав Красноалтайского сельсовета.

## История
Основан в 1920 году. В 1928 году посёлок состоял из 109 хозяйств, основное население — русские. В административном отношении входил в состав Красноалтайского сельсовета Поспелихинского района Рубцовского округа Сибирского края.

## Население
| 1926 | 1997 | 1998 | 1999 | 2000 | 2001 |
| ---- | ---- | ---- | ---- | ---- | ---- |
| 522  | ↘419 | ↗424 | ↗430 | ↘420 | →420 |
| 2002 | 2003 | 2004 | 2005 | 2006 | 2007 |
| ↘397 | ↗405 | ↘400 | ↘397 | ↗420 | ↘413 |
| 2008 | 2009 | 2010 | 2011 | 2012 | 2013 |
| ↗417 | ↘396 | ↗399 | ↘397 | ↗405 | ↗412 |
| 2014 |      |      |      |      |      |
| ↘405 |      |      |      |      |      |

Национальный состав
Согласно результатам переписи 2002 года, в национальной структуре населения русские составляли 95 %.